# 中山路 (大社區)
中山路（Zhongshan Rd.）為高雄市大社區的東西向道路，起端銜接楠梓區興楠路，末端銜接翠屏路。是大社區往來楠梓區的重要道路，也是觀音山風景區的主要道路。

## 行經行政區域
- 大社區

## 沿線設施
（由西至東）
- 台灣中油大社站
- 中華電信大社中山特約服務中心
- 金玉堂文具批發廣場大社店
- 全國電子大社門市
- 必勝客高雄大社店
- 文雄眼鏡高雄大社店
- 丹丹漢堡大社店
- 多那之咖啡高雄大社門市
- 新高橋藥局大社店
- 大樹連鎖藥局大社中山店
- 亞太電信大社中山特約中心
- 7-ELEVEN翠屏門市
- 全聯福利中心大社店
- 全家便利商店大社翠屏店
- 臺灣土地銀行大社分行
- 萊爾富高縣高龍店
- 大社區果菜市場
- 高雄市立大社國民中學
- 台灣中油靖海站
- 觀音山馬術中心
- 大社觀音山風景區

## 公共自行車
- 高雄市公共自行車租賃系統：
  - 大社國中(中山路)：中山路/中山路497巷(西南側)

## 相關連結
- 高雄市主要道路列表